# Norrie Foster
Norrie Foster (* 23. Juli 1944) ist ein ehemaliger britischer Zehnkämpfer und Stabhochspringer.
Bei den British Empire and Commonwealth Games 1966 in Kingston wurde er für Schottland startend Vierter im Zehnkampf und Siebter im Stabhochsprung.
Dreimal wurde er Schottischer Meister im Zehnkampf (1964–1966), einmal im Stabhochsprung (1965) und einmal Englischer Meister im Zehnkampf (1965).

## Persönliche Bestleistungen
- Stabhochsprung: 4,42 m, 1967
- Zehnkampf: 6667 Punkte, 23. Juni 1968, Zürich